# Статут Кілкенні

Герб королівсьва Ірландія (лордства Ірландія).

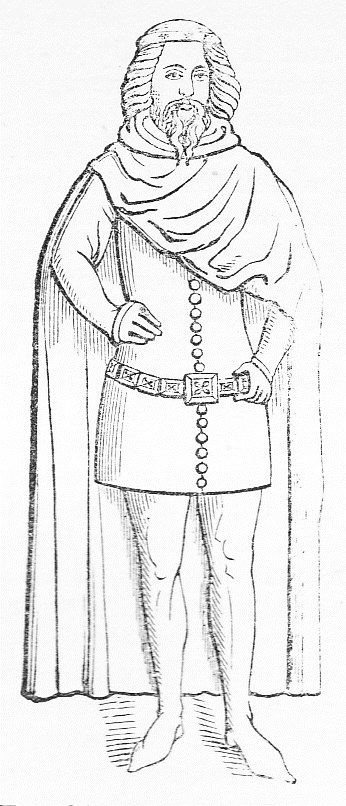
Ліонел Антверпенський — І герцог Кларенс — автор «Статуту Кілкенні».

Статут Кілкенні — низка дискримінаційних законів, прийнятих у 1367 році парламентом королівства Ірландія — маріонеткового королівства, королем якого був король Англії. На той час королем Англії був Едуард ІІІ. На той час англійські володіння в Ірландії сильно зменшились — ірландські клани відвойовували ірландські землі в англо-норманських феодалів та колоністів. Нащадки англо-норманських феодалів, що завоювали Ірландію в 1169 році породичалися з ірландцями, перейняли ірландську мову та звичаї і стали по суті незалежними від короля Англії баронами та графами. Влада короля Англії обмежилось Пейлом — англійською колонією в Ірландії — невеликою територією навколо Дубліна на яку постійно нападали непокірні ірландські клани і вимагали сплати «чорної ренти» — данини за мирне існування. Статут Кілкенні — це була спроба корони Англії утвердити свою владу в Ірландії. Засідання парламенту Ірландії відбувалось в місті Кілкенні (англ. — Kilkenny, ірл. Cill Choinnigh). Згдно цього статуту англійські закони поширювались на всі графства Ірландії. Під страхом тюремного ув'язнення суворо заборонялося:
- розмовляти ірландською мовою;
- дотримуватись ірландських звичаїв;
- носити ірландський одяг;
- брати собі ірландське ім'я чи прізвище: всі мали взяти собі прізвище англійське — слово прізвища мало означати або колір (Блек, Грей, Грін, Браун) або професію (Сміт, Карпентер) або місце народження (Корк, Вотерфорд);
- англійським поселенцям одружуватись з ірландцями;
- ірландцям займати державні та церковні посади;
- слухати пісні ірландських бардів, музик, казкарів;
- вершити суд згідно законів Бреона (традиційних законів Ірландії).

У всіх хто порушував цей закон конфісковувалися землі, маєтки та титули.
Але Англія не змогла домогтися виконання цього закону — для цього потрібна була б величезна армія в Ірландії, якої вона не мала. Крім того, ірландці не розуміли англійської мови і не мали ніякого бажання її вивчати. Закон лишився на папері. Його відверто ігнорували і порушували як ірландці, так і англійські колоністи. Процес «ірландизації» англійських колоністів та англо-норманських феодалів тривав далі і скоро вони стали «більшими ірландцями, ніж самі ірландці».